# Jackie Chan

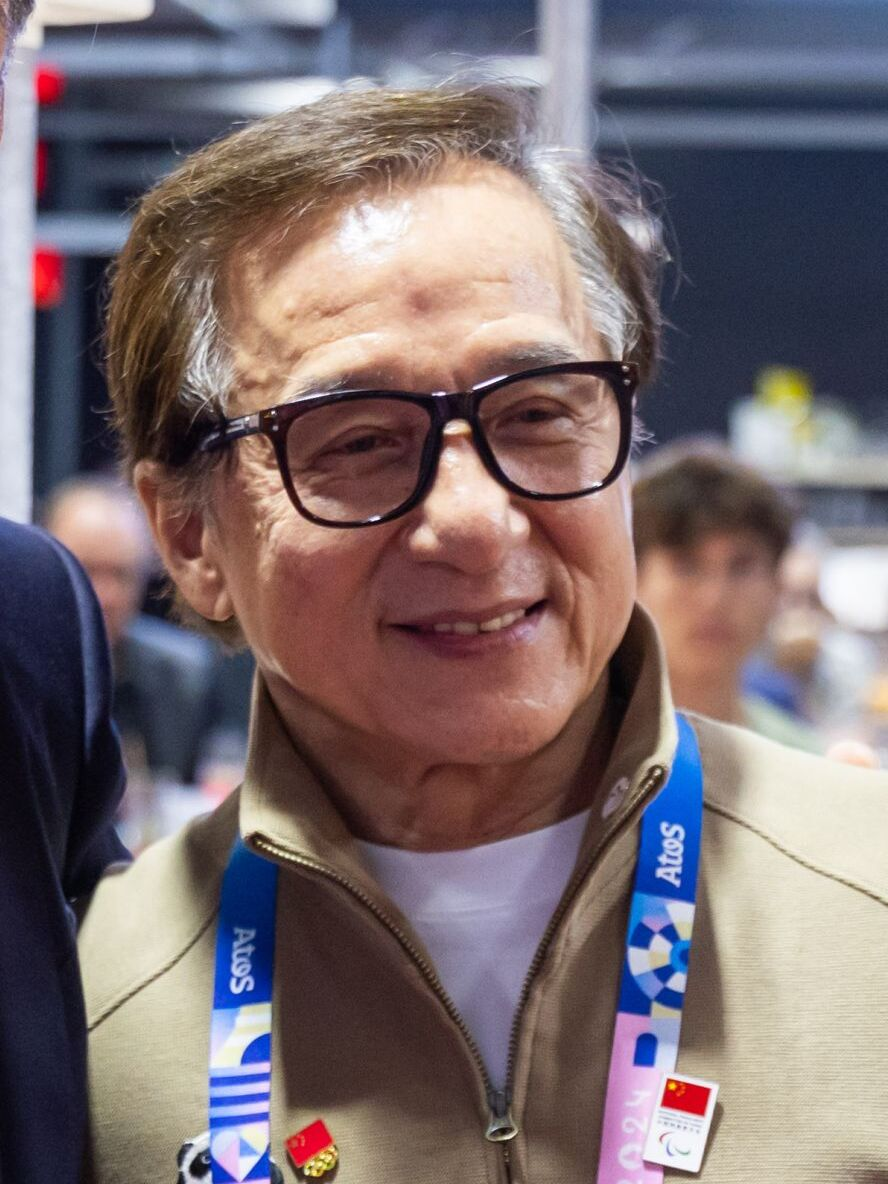
Jackie Chan (2024)

Jackie Chan, MBE, SBS, (chinesisch 成龍 / 成龙, Pinyin Chéng Lóng, Jyutping Sing4 Lung4; * 7. April 1954 in Hongkong) ist ein hongkong-chinesischer Schauspieler, Filmproduzent, Drehbuchautor, Filmregisseur, Stuntman und Preisträger eines Ehrenoscars für sein Lebenswerk. Geboren wurde er in Hongkong als Sohn von Charles und Lee-lee Chan. Sein Geburtsname war Chan Kong-sang (陳港生 / 陈港生,  Chén Gǎngshēng, Jyutping Can4 Gong2-saang1anhören (kantonesisch)ⓘ), was so viel bedeutet wie „der in Hongkong geborene Chan“.
In der Filmindustrie von Hongkong vermarktete man Chan anfangs, wie viele andere, als Nachfolger von Bruce Lee, der 1973 verstorben war und dessen Tod der Filmindustrie in Hongkong einen schweren Schlag versetzt hatte. Filmemacher suchten einen neuen Bruce Lee, während sich Chan selbst aber nie als dessen Nachfolger sah. Er kreierte seinen eigenen Kampfstil, der sich durch Akrobatik und komödiantische Einlagen auszeichnet und sich so von Bruce Lees auf Ernsthaftigkeit beruhendem Stil wesentlich unterscheidet.

## Leben

### Kindheit und Jugend
Jackie Chan wuchs in ärmlichen Verhältnissen in einer Familie auf, die während des Chinesischen Bürgerkrieges in die britische Kolonie Hongkong geflüchtet war. Charles und Lee-lee Chan lebten zunächst in ärmlichen Ghettos, wurden dann aber kurz darauf beim französischen Konsul beschäftigt, wo Chans Mutter Dienstmädchen und sein Vater Koch wurde. Sie wohnten im exklusiven Villenvorort Victoria Peak, wobei sie doch recht abgeschottet von der westlichen Welt lebten. Da sein Vater chinesische Kampftechniken beherrschte, lehrte er diese Chan schon früh in dessen Kindheit. Im Alter von sieben Jahren schickten ihn seine Eltern auf die China Drama Academy, die Peking Opera School (eine Art Internat, das sich auf Kampfsport, Gesang und Schauspiel spezialisiert hat) unter Leitung des strengen Meisters Yu Jim-yuen, damit der hyperaktive Chan dort unter anderem Disziplin, aber auch das Kämpfen (unter anderem Kung-Fu) und Schauspielen lernen konnte. Dort lernte er auch seine späteren Freunde Sammo Hung und Yuen Biao kennen. Weitere bekannte „Opern-Brüder“ (d. h. ehemalige Mitschüler an der Peking Opera School) von Jackie Chan sind Corey Yuen, Yuen Wah und Yuen Man-meng.
Er wurde auf diese Schule geschickt, weil seine Eltern in Australien eine Arbeit annahmen und ihn nicht mitnehmen konnten. Außerdem waren seine Leistungen in der Grundschule, die er vorher besucht hatte, miserabel gewesen. Nach dem Umzug seiner Eltern wurde er vom Meister der Akademie adoptiert. Die Ausbildung an der Peking Opera School war hart: Die Schüler waren vom Morgengrauen bis Mitternacht unter anderem mit Akrobatik, Tanz, Gesang, „Gottesdienst“ und Lesen und Schreiben (was allerdings einen recht geringen Stellenwert besaß) beschäftigt, als Bestrafung waren Schläge keine Seltenheit. Er wurde auch bei starker Erkrankung zum Training gezwungen. Seinen späteren Erfolg und den seiner Freunde führt er auf die dort erfahrene Härte zurück. Laut dem geschlossenen Schulvertrag war Chan für zehn Jahre an den Leiter der Schule gebunden, was er sich sogar selbst aussuchte, denn zu Beginn fand er die Umgebung spannend und versprach sich viel Spaß. Als ihn sein Vater nach der Dauer fragte, die er an der Schule verbringen wollte, antwortete er: „Für immer!“.
Chan folgte seinen Eltern nach Abschluss der Schule und einem eher unbeständigen Leben in Bars und Spielhallen. Er arbeitete unter anderem im Baugewerbe, wo er auch seinen Namen Jackie erhielt, da er wenig Englisch sprach und den Namen seines Vorarbeiters, der Jack hieß, von seinen Arbeitskollegen bekam, die seinen chinesischen Namen nicht über die Lippen bekamen. Aus „kleiner Jack“ wurde „Jacky“, wobei er sich für die Schreibweise „Jackie“ entschied. Es gibt jedoch auch Filme, in denen man ihn mit y schreibt, und zwar eher ältere Filme. In Superfighter 2 wurde sein Nachname mit einem e geschrieben.

### Schauspielkarriere

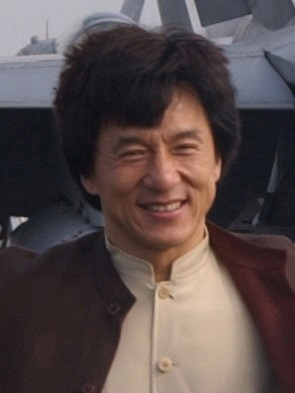
Chan im Jahr 2002

Im Alter von sieben Jahren hatte Chan sein Filmdebüt in Big and Little Wong Tin-Bar. Bis er die Schule im Alter von 17 Jahren verließ, arbeitete er noch an weiteren vier Filmen mit. Danach fand er zunächst Arbeit als Stuntman, unter anderem in Bruce Lees Fist of Fury und Enter the Dragon. Die Konkurrenz war groß, doch Chan gelang es, sich durch besonders waghalsige Aktionen von der Masse der Stuntmen abzuheben. Auf diese Weise erhielt er seine ersten Rollen als Darsteller und arbeitete auch als Stuntkoordinator, sogar als jüngster in der Filmgeschichte Hongkongs. Jedoch misslangen dem frischgebackenen Star zunächst mehrere Versuche, den amerikanischen Markt zu erobern. So spielte er 1981 in der sehr erfolgreichen Ensemble-Klamotte Auf dem Highway ist die Hölle los (Cannonball Run) neben Stars wie Roger Moore, Burt Reynolds, Dean Martin und Farrah Fawcett. Auch in der 1984 entstandenen Fortsetzung war er neben den erwähnten Stars zu sehen, fiel mit seinem eigenen Film Der Protektor 1985 aber an den Kinokassen komplett durch. Obwohl er den Durchbruch in Amerika nicht geschafft hatte, gab er sich nicht geschlagen und drehte mehrere sehr erfolgreiche Filme in Hongkong, wie etwa Police Story und dessen Fortsetzungen. Zum Erfolg gelangte Jackie Chan durch atemberaubende Stunts in seinen Filmen, die er mutig, aber auch oft mit Verletzungen absolvierte. Viele davon waren sogar lebensgefährlich: Seit einem Sturz in Armour of God (Der rechte Arm der Götter) ist Chan auf einem Ohr schwerhörig. Dieser Film kostete ihn fast das Leben, als er von einem Baum fiel und auf dem Kopf landete. Seit diesem Sturz hat er ein Loch im Kopf, das mit einem Plastikstopfen versiegelt ist. Allerdings ist es lediglich ein Mythos, dass Chan alle seine Stunts selbst bewältigt habe; gewisse Stunts erfordern speziell trainierte Stuntmen, manche Stunts konnte er aufgrund Zeitmangels oder Verhinderung nicht machen, und in anderen Fällen sah der Stunt, durch einen anderen Stuntman absolviert, einfach besser aus.
Schließlich wurde das amerikanische Publikum 1994 doch noch auf Chan aufmerksam: durch Rumble in the Bronx, der es als erster seiner Filme an die Spitze der amerikanischen Box Office Charts schaffte. Er gewann nun neue Fans in der ganzen Welt, und seine früheren Filme kamen dadurch auch außerhalb Asiens zu großer Bekanntheit, vor allem in Videotheken. Inzwischen genießt Jackie Chan weltweit hohes Ansehen und betreibt außerhalb des Filmemachens viele Wohltätigkeitsaktionen, besitzt Anteile an der berühmten Restaurantkette Planet Hollywood und macht sich für den Tourismus in seiner Heimatstadt stark. Unter anderem wurde Jackie Chan auch in Europa ein großes Idol, wobei er auch das Vorbild vieler Kampfsportler war.
Sein Werk umfasst über 80 Filme, in denen er eine Rolle als Darsteller hat – über 60 mit einer Hauptrolle und insgesamt einer Beteiligung, auch mit Gesang, an über 140 Filmen.

## Privatleben und soziales Engagement
Jackie Chan ist seit 1982 mit der taiwanischen Schauspielerin Joan Lin Feng-chiao (林鳳嬌) verheiratet, mit der er einen Sohn namens Jaycee Chan hat, der als Sänger, Schauspieler und Regisseur tätig ist. Nach einer Affäre mit der Miss Asia 1990 Elaine Ng Yi-lei (吳綺莉) hat er eine uneheliche Tochter, Etta Ng Chok-lam (吳卓林).
Jackie Chan wird etwa die Hälfte seines Vermögens der Jackie Chan Charitable Foundation hinterlassen. Das US-Magazin Forbes bezeichnete ihn 2006 als „einen der zehn großzügigsten Prominenten der Welt“. 2003 verliebte sich Jackie Chan in die Berliner Bären, als er für mehrere Wochen wegen der Filmaufnahmen zu In 80 Tagen um die Welt in Berlin war. Er ließ sich mit einigen Hundert der Buddy Bären für ein Poster fotografieren. Im Jahr 2004 organisierte er einen Besuch der United Buddy Bears in Hongkong. Bei der Eröffnung konnte er drei Schecks in Gesamthöhe von 1,43 Mio. HKD an UNICEF und zwei weitere Kinderorganisationen überreichen. Seitdem führt Chan jährlich weltweite Malwettbewerbe – nicht nur für Kinder und Jugendliche – rund um die Bären durch.

### Kontroversen
Jackie Chan geriet mehrmals in die Kritik, als er mit folgender Aussage die aktuelle Redefreiheit und die Menschenrechte kommentierte:
„Ich habe mehr und mehr das Gefühl, dass wir kontrolliert werden müssen. Wenn wir nicht überwacht werden, tun wir doch, was wir wollen.“ Bei dem Treffen mit Politikern und Geschäftsleuten in Boao sagte er, zu viel Freiheit könne zu Chaos „wie in Hongkong oder Taiwan“ führen. Diese Äußerungen bei einem Interview der South China Sunday Morning Post führten zu harscher Kritik seitens der taiwanischen Regierung.
Anfang April 2016 wurde in einer von der ICIJ veröffentlichten Liste bekannt, dass Chan an dem im Rahmen der Panama Papers veröffentlichten Skandal um Steuer- und Geldwäschedelikte beteiligt ist.

## Verletzungen
Jackie Chan erlitt während der Dreharbeiten seiner Filme eine Reihe von schweren Verletzungen:
- Meister aller Klassen (1980), Der Superfighter (1983) und Mr. Nice Guy (1997): Bei jedem dieser Filme brach er sich die Nase.
- Police Story (1985): Schwere Rückenverletzung, die beinahe zu einer Querschnittlähmung führte
- Der rechte Arm der Götter (1986): Durch einen Fall auf einen Felsen erlitt er einen Schädelbasisbruch. Er erholte sich nach einer Operation, verlor jedoch einen Teil seines Gehörs auf dem rechten Ohr.
- Mission Adler – Der starke Arm der Götter (1991): Verletzung des Brustbeins
- City Hunter (1993): Ausgekugelte Schulter sowie Knieverletzung
- Drunken Master (1994): Durch eine Verletzung an der Augenbraue verlor er beinahe ein Auge.
- Rumble in the Bronx (1995): Bruch des Fußgelenks
- Das Medaillon (2003): Ein Stahlseil riss und verletzte ihn im Gesicht knapp neben seinen Augen.

Er erlitt zahlreiche weitere Fingerbrüche und Rückenverletzungen bei Dreharbeiten zu anderen Filmen.

## Hintergrund und Sonstiges
- Chan spielt bisher bis auf wenige Ausnahmen (Police Woman, Tiger der Todesarena) immer „gute“, rechtschaffene Figuren.[8]
- Eines seiner Markenzeichen sind die Outtakes im Abspann seiner Filme.
- Jackie Chan hat den Film Auf dem Highway ist wieder die Hölle los nur gedreht, um seinen Vertrag zu erfüllen.
- Er ist ein großer Fan von Stummfilmschauspielern wie Buster Keaton, Charlie Chaplin oder Harold Lloyd und zollt diesen in seinen Filmen immer wieder Respekt, indem er Stummfilmelemente in seine Komik einfließen lässt oder ganze Szenen nachstellt, wie in Project A den Fall vom Glockenturm aus Lloyds Safety Last.[9]
- Bei einer Preisverleihung in der Chinesischen Gemeinschaft in London, an der Prinz Charles teilnahm, äußerte sich Jackie Chan per Videobotschaft: „Wenn Sie ein bisschen Kung Fu lernen wollen, rufen Sie mich an, und ich bin sofort zur Stelle.“[10]
- Für die Olympischen Sommerspiele 2008 in Peking sang Jackie Chan den offiziellen Countdown-Song We Are Ready. Er trat sowohl bei der Eröffnung als auch bei der Abschlussfeier auf.
- Während des Staatsbesuchs des chinesischen Präsidenten Hu Jintao im Januar 2011 in den USA wurde Chan von Barack Obama zum Staatsdinner in das Weiße Haus eingeladen.[11]

## Rezeption
- Die Figur Lei Wulong aus der Videospiel-Reihe Tekken basiert auf Jackie Chan.[12]
- Das Pokémon Nockchan und die Dragonball-Figur Jackie Chun (alias Muten-Roshi) sind nach ihm benannt.
- Die deutsche Band Die Ärzte erwähnt Chan in ihrem Lied Ein Mann aus ihrem Album Geräusch.[13]
- Die aus Alaska stammende Post-Hardcore/Metalcore-Band 36 Crazyfists benannte sich nach dem Jackie-Chan-Film The 36 Crazy Fists aus dem Jahr 1977.
- Es existieren Videospiele auf den PlayStation-Konsolen, dem NES sowie dem Game Boy Advance und eine Zeichentrickserie (Jackie Chan Adventures) von und mit ihm.[14] Die Zeichentrickserie wurde auch als Taschenbuch und als Comic publiziert. Beide wurden allerdings bereits nach einer Auflage beziehungsweise drei Comicausgaben wieder eingestellt.
- Die Band Ash huldigt ihm in ihrem Song Kung Fu,[15] und die Bands Goldfinger,[16] The Toasters[17] und McLoud benannten jeweils ein Lied direkt nach ihm. Tiësto & Dzeko ft. Preme & Post Malone produzierten 2018 ebenfalls ein Lied namens Jackie Chan.[18]
- Im April 2007 war ein Magazin in Bratislava mit Jackie Chan auf der Titelseite in nur zwei Stunden ausverkauft.
- 2007 bekam Chan von dem japanischen Magazin DVD DATA eine besondere Auszeichnung, weil er in diesem Magazin 20 Jahre in Folge zum besten Schauspieler gewählt wurde[19]

## Synchronisation
Jackie Chan wurde in Deutschland unter anderem von Arne Elsholtz, Christian Tramitz, Jan Odle und Stefan Gossler synchronisiert. Seine deutsche Synchronstimme ist seit Rumble in the Bronx Stefan Gossler.
Dank Chans umfangreichen Sprachkenntnissen (unter anderem Englisch, Japanisch, Thailändisch, Taiwanisch, Mandarin, Kantonesisch, Koreanisch) ist er in der Lage, viele ausländische Fassungen seiner Filme selbst zu synchronisieren.

## Filmografie

### Schauspieler
- 1962: Big and Little Wong Tin Bar (The 7 Tyrants of Jiangnan / Seven Little Valiant Fighters)
- 1963: The Love Eterne (Liang Shan Bo yu Zhu Ying Tai)
- 1964: The Story of Qui Xiang Lin (The Story of Qiu Glin)
- 1966: Das Schwert der gelben Tigerin (Da zui xia)
- 1966: The Eighteen Darts (Part 1) (Seven Little Tigers)
- 1966: The Eighteen Darts (Part 2) (Seven Little Tigers (Part 2))
- 1970: Lady of Steel (Huang jiang nu xia)
- 1971: The Blade Spares None (Dao bu liu ren)
- 1971: The Angry River (Gui nu chuan)
- 1971: Ein Hauch von Zen (Hsia nu)
- 1972: Todesgrüße aus Shanghai (Jing wu men)
- 1972: Blood Fingers (Tang ran ke)
- 1972: Hapkido (He qi dao)
- 1972: Zakato – Die Faust des Todes (Dang kou tan)
- 1973: Jen Ko – In seinen Fäusten brennt die Rache (Chu ba)
- 1973: Ambush (Mai fu)
- 1973: Eagle Shadow Fist (Ding tian li di)
- 1973: Bruce Lee und ich (Qi lin zhang)
- 1973: Facets of Love (Bei di yan zhi)
- 1973: Rumble in Hong Kong (Nu jing cha)
- 1973: Kung Fu Girl (Tie wa)
- 1973: The Awaken Punch (Shi po tian jian)
- 1973: Gozakko – Seine Fäuste trommeln das Todeslied (Ma tou da jue dou)
- 1973: Drei Spaghetti in Shanghai (Crash! Che botte... strippo strappo stroppio)
- 1973: Der Meister mit den gebrochenen Händen (Diao shou guai zhao)
- 1974: Village of Tigers (E hu cun)
- 1974: The Golden Lotus (Jin ping shuang yan)
- 1975: All in the Family (Hua fei man cheng chun)
- 1975: No End of Surprises (Pai an jing ji)
- 1976: The Himalayan (Mi zong sheng shou)
- 1976: Zwei Fäuste… stärker als Bruce Lee (Xin jing wu men)
- 1976: Dragon Forever (Shao Lin men)
- 1976: Tiger der Todesarena (Feng yu shuang liu xing)
- 1976: Wooden Man (Shao Lin mu ren xiang)
- 1977: Der Herausforderer (Jian hua yan yu Jiang Nan)
- 1978: Die Schlange im Schatten des Adlers (Se ying diu sau)
- 1978: Die Unbesiegbaren der Shaolin (She he ba bu)
- 1978: Master of Death (Fei du juan yun shan)
- 1978: Karate Bomber (Dian zhi gong fu gan chian chan)
- 1978: Sie nannten ihn Knochenbrecher (Jui kuen)
- 1978: Meister aller Klassen 2 (Quan jing)
- 1979: Zwei Schlitzohren in der Knochenmühle (Hsiao chuan yi chao)
- 1979: Der Meister mit den gebrochenen Händen (Diao shou guai zhao) aka „Cub Tiger From Kwang Tung“
- 1979: Dragon Hero (Long quan)
- 1980: Meister aller Klassen (Shi di chu ma)
- 1980: Die große Keilerei (Battle Creek (Brawl) / The Big Brawl)
- 1981: Auf dem Highway ist die Hölle los (Cannonball Run)
- 1982: Dragon Lord (Long xiao ye)
- 1982: Jackie Chan – Die Superfaust (Mai nei dak gung dui)
- 1983: Superfighter 2 (Long teng hu yue)
- 1983: Winners and Sinners (Wu fu xing)
- 1983: Der Superfighter ('A’ gai waak)
- 1984: Auf dem Highway ist wieder die Hölle los (Cannonball Run 2)
- 1984: Inferno Thunderbolt (auch bekannt als Ninja Thunderbolt) (Zhi zun shen tou)
- 1984: Powerman (Kwai tsan tseh)
- 1985: Tokyo Powerman (Fuk sing go jiu)
- 1985: Powerman 2 (Xia ri fu xing)
- 1985: Der Protektor (The Protector)
- 1985: Powerman 3 (Long de xin)
- 1985: Police Story (Ging chaat goo si)
- 1986: Der rechte Arm der Götter (Lóng xiōng hǔ dì)
- 1986: Freche Jungs (Niu ji za pai jun)
- 1987: Projekt B ('A’ gai waak juk jaap)
- 1988: Action Hunter (Fei lung maang jeung)
- 1988: Police Story 2 (Ging chaat goo si juk jaap)
- 1989: Miracles (Qiji)
- 1990: The Prisoner (Huo shao dao)
- 1991: Mission Adler – Der starke Arm der Götter (Lóng xiōng hǔ dì)
- 1991: Twin Dragons (Shuāng lóng huì)
- 1992: Police Story 3 (Jing cha gu shi III: Chao ji jing cha)
- 1993: City Hunter (Sing si lip yan)
- 1993: Hard to Die (Zhong an zu)
- 1993: Mega Cop (Chao ji ji hua)
- 1994: Drunken Master (Jui kuen II)
- 1995: Rumble in the Bronx (Hong faan kui)
- 1995: Thunderbolt (Piklik fo)
- 1996: Jackie Chans Erstschlag (Ging chaat goo si 4: Ji gaan daan yam mo)
- 1997: Mr. Nice Guy (Yatgo ho yan)
- 1998: Fahr zur Hölle Hollywood (An Alan Smithee Film: Burn Hollywood Burn) (Cameo-Auftritt)
- 1998: Jackie Chan ist Nobody (Wo shi shei)
- 1998: Rush Hour
- 1998: Jackie Chan – My Story (Dokumentation)
- 1999: Jackie Chan – My Stunts (Dokumentation)
- 1999: Under Control (Bō lí zūn)
- 1999: Gen-X Cops (Dak ging san yan lui)
- 2000: Shang-High Noon (Shanghai Noon)
- 2001: Spion wider Willen (Dak miu mai shing)
- 2001: Rush Hour 2
- 2002: The Tuxedo – Gefahr im Anzug (The Tuxedo)
- 2003: Shanghai Knights
- 2003: Das Medaillon (The Medallion)
- 2003: The Twins Effect (Chin gei bin)
- 2003: Traces of a Dragon (Dokumentation)
- 2004: Enter the Phoenix (Daai lo oi mei lai) (Cameo-Auftritt)
- 2004: The Huadu Chronicles: Blade of the Rose (Chin gei bin 2: Fa tou tai kam)
- 2004: New Police Story (San ging chaat goo si)
- 2004: In 80 Tagen um die Welt (Around the World in 80 Days)
- 2005: Der Mythos (The Myth)
- 2006: Städtereisen – Jackie Chans Hongkong (Jackie Chan’s Hong Kong) (Dokumentation)
- 2006: Rob-B-Hood (Bo bui gai wak)
- 2007: Rush Hour 3
- 2008: The Forbidden Kingdom
- 2008: Kung Fu Panda (Stimme von Monkey)
- 2009: Stadt der Gewalt (Xīn sù shì jiàn)
- 2009: Looking for Jackie (Xúnzhǎo Chéng Lóng)
- 2010: Little Big Soldier (Da bing xiao jiang)
- 2010: Spy Daddy (The Spy Next Door)
- 2010: Karate Kid
- 2011: Shaolin (San Siu Lam)
- 2011: Kung Fu Panda 2 (Stimme von Monkey)
- 2011: 1911 Revolution (Xīnhài Gémìng)
- 2012: Armour of God – Chinese Zodiac (Sap ji sang ciu)
- 2013: Police Story 2013 (Jing cha gu shi 2013)
- 2013: Personal Tailor (Si ren ding zhi) (Cameo-Auftritt)
- 2015: Dragon Blade (Tian jiang xiong shi)
- 2015: Monkey King – Hero Is Back (Xi you ji zhi da sheng gui lai, Stimme von Monkey King)
- 2016: Kung Fu Panda 3 (Stimme von Monkey)
- 2016: Skiptrace (Jué Dì Táo Wáng)
- 2016: Railroad Tigers (Tie dao fei hu)
- 2017: Kung Fu Yoga – Der goldene Arm der Götter (Gong fu yu jia)
- 2017: The LEGO Ninjago Movie (Stimme im Original)
- 2017: The Foreigner
- 2017: Namiya (Jie you za huo dian)
- 2017: Bleeding Steel (Ji qi zhi xue)
- 2019: The Knight of Shadows (Shen tan Pu Song Ling)
- 2019: Iron Mask (Taina Petschati Drakona)
- 2019: The Climbers (Pan deng zhe)
- 2020: Vanguard – Elite Special Force (Ji xian feng)
- 2023: Ride on – Die zweite Chance (Long ma jing shen)
- 2023: Hidden Strike
- 2023: Teenage Mutant Ninja Turtles: Mutant Mayhem (Stimme von Splinter)
- 2024: The Legend – Der Arm der Götter schlägt zurück (A Legend)
- 2025: Karate Kid: Legends

### Regisseur
- 1979: Zwei Schlitzohren in der Knochenmühle (Hsiao chuan yi chao)
- 1980: Meister aller Klassen (Shi di chu ma)
- 1982: Dragon Lord (Long xiao ye)
- 1983: Der Superfighter ('A’ gai waak)
- 1985: Police Story (Ging chaat goo si)
- 1986: Der rechte Arm der Götter (Lóng xiōng hǔ dì)
- 1987: Projekt B ('A’ gai waak juk jaap)
- 1988: Police Story 2 (Ging chaat goo si juk jaap)
- 1989: Miracles (Qiji)
- 1990: Mission Adler – Der starke Arm der Götter (Lóng xiōng hǔ dì)
- 1993: Hard to Die (Zhong an zu)
- 1994: Drunken Master (Jui kuen II)
- 1998: Jackie Chan ist Nobody (Wo shi shei)
- 1999: Jackie Chan – My Stunts (Dokumentation)
- 1999: Jackie Chan – My Story (Dokumentation)
- 2011: 1911 Revolution (Xīnhài Gémìng)
- 2012: Armour of God – Chinese Zodiac (Sap ji sang ciu)

### Drehbuchautor
- 1979: Zwei Schlitzohren in der Knochenmühle (Hsiao chuan yi chao)
- 1980: Meister aller Klassen (The Young Master)
- 1982: Dragon Lord (Long xiao ye)
- 1983: Der Superfighter ('A’ gai waak)
- 1986: Der rechte Arm der Götter (Lóng xiōng hǔ dì)
- 1987: Projekt B ('A’ gai waak juk jaap)
- 1988: Police Story 2 (Ging chaat goo si juk jaap)
- 1989: Miracles (Qiji)
- 1990: Mission Adler – Der starke Arm der Götter (Lóng xiōng hǔ dì)
- 1998: Jackie Chan ist Nobody (Wo shi shei)
- 1999: Under Control (Bō lí zūn)
- 2006: Rob-B-Hood (Bo bui gai wak)
- 2010: Little Big Soldier (Da bing xiao jiang)
- 2012: Armour of God – Chinese Zodiac (Sap ji sang ciu)

### Produzent
- 1988: Rouge (Yìnjì kau)
- 1988: The Inspector Wears Skirts (Ba wong fa)
- 1992: Centre Stage (ruǎn líng yù)
- 1992: Police Story 3 (Jing cha gu shi III: Chao ji jing cha)
- 1993: Kin chan no Cinema Jack
- 1995: Thunderbolt (Piklik fo)
- 1998: Hot War (Waan ying dak gung)
- 1998: Jackie Chan – My Story (Dokumentation)
- 1999: Jackie Chan – My Stunts (Dokumentation)
- 1999: Under Control (Bō lí zūn)
- 1999: Gen-X Cops (Dak ging san yan lui)
- 2000: Shang-High Noon (Shanghai Noon)
- 2001: Spion wider Willen (Dak miu mai shing)
- 2001: Jackie Chan Adventures (Fernsehserie, 1 Episode)
- 2003: Shanghai Knights
- 2003: Das Medaillon (The Medallion)
- 2004: Enter the Phoenix (Daai lo oi mei lai)
- 2004: Rice Rhapsody (Hainan ji fan)
- 2004: New Police Story (San ging chaat goo si)
- 2004: In 80 Tagen um die Welt (Around the World in 80 Days)
- 2005: House of Fury (Jing mo gaa ting)
- 2005: Everlasting Regret (Changhen ge)
- 2005: Der Mythos (The Myth)
- 2006: Rob-B-Hood (Bo bui gai wak)
- 2008: Run Papa Run (Yat kor ho ba ba)
- 2008: Wushu
- 2009: Stadt der Gewalt (Xīn sù shì jiàn)
- 2010: Little Big Soldier (Da bing xiao jiang)
- 2011: 1911 Revolution (Xīnhài Gémìng)
- 2012: Armour of God – Chinese Zodiac (Sap ji sang ciu)
- 2016: Skiptrace (Jué Dì Táo Wáng)
- 2017: Kung Fu Yoga – Der goldene Arm der Götter (Gong fu yu jia)
- 2021: Der Wunschdrache (Wish Dragon)

## Diskografie
- 1980: The Young Master OST
- 1983: Project A OST
- 1984: Love Me
- 1985: The Boy’s Life
- 1985: Do Je
- 1985: Heart of Dragon OST
- 1986: Shangri La
- 1986: Sing Lung
- 1986: Armour of God OST
- 1987: Mou Man Tai
- 1987: Project A 2 OST
- 1988: HK, My Love
- 1988: Giant Feelings
- 1988: Jackie Chan Hits
- 1989: See You Again, The Best of Jackie Chan II
- 1989: Jackie, Hits
- 1989: Miracles OST
- 1990: Armour of God 2: Operation Condor OST
- 1992: Police Story 3 OST
- 1992: Once Upon A Time In China 2 OST
- 1992: Die Schöne und das Biest OST
- 1992: The First Time
- 1993: City Hunter OST
- 1994: Drunken Master 1 OST
- 1994: Rumble in the Bronx OST
- 1995: The Best of Film Music
- 1995: Thunderbolt OST
- 1995: Jackie Chan Hits
- 1996: Dragon’s Heart
- 1997: Mr. Nice Guy OST
- 1998: Dreams
- 1998: Rush Hour OST
- 1998: Who Am I OST
- 1999: Gorgeous OST
- 1999: The Best of Jackie Chan
- 2000: The Accidental Spy OST
- 2000: Asian Pops Gold Series
- 2002: Truly, With All My Heart
- 2003: The Twins Effects
- 2003: Rock Hong Kong 10th Anniversary – Jackie Chan Greatest Hits
- 2004: New Police Story OST
- 2005: The Myth OST
- 2006: Rob-B-Hood OST
- 2008: Beijing 2008 Olympic Games – Jackie Chan’s Version

## Auszeichnungen

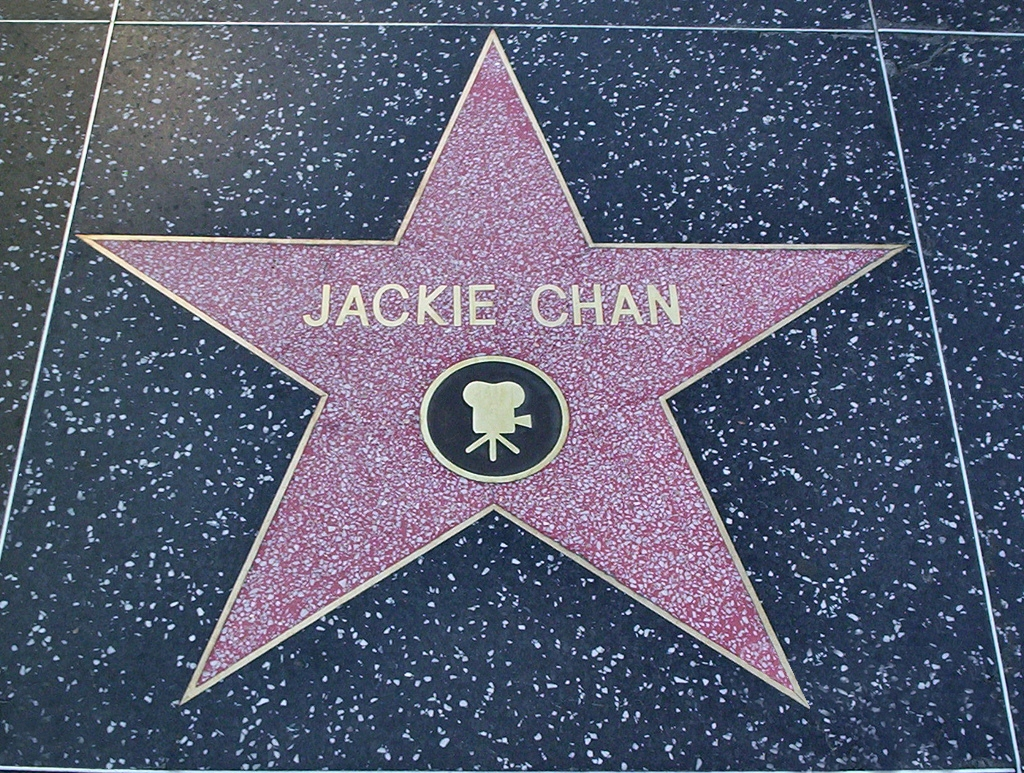
Stern auf dem Hollywood Walk of Fame

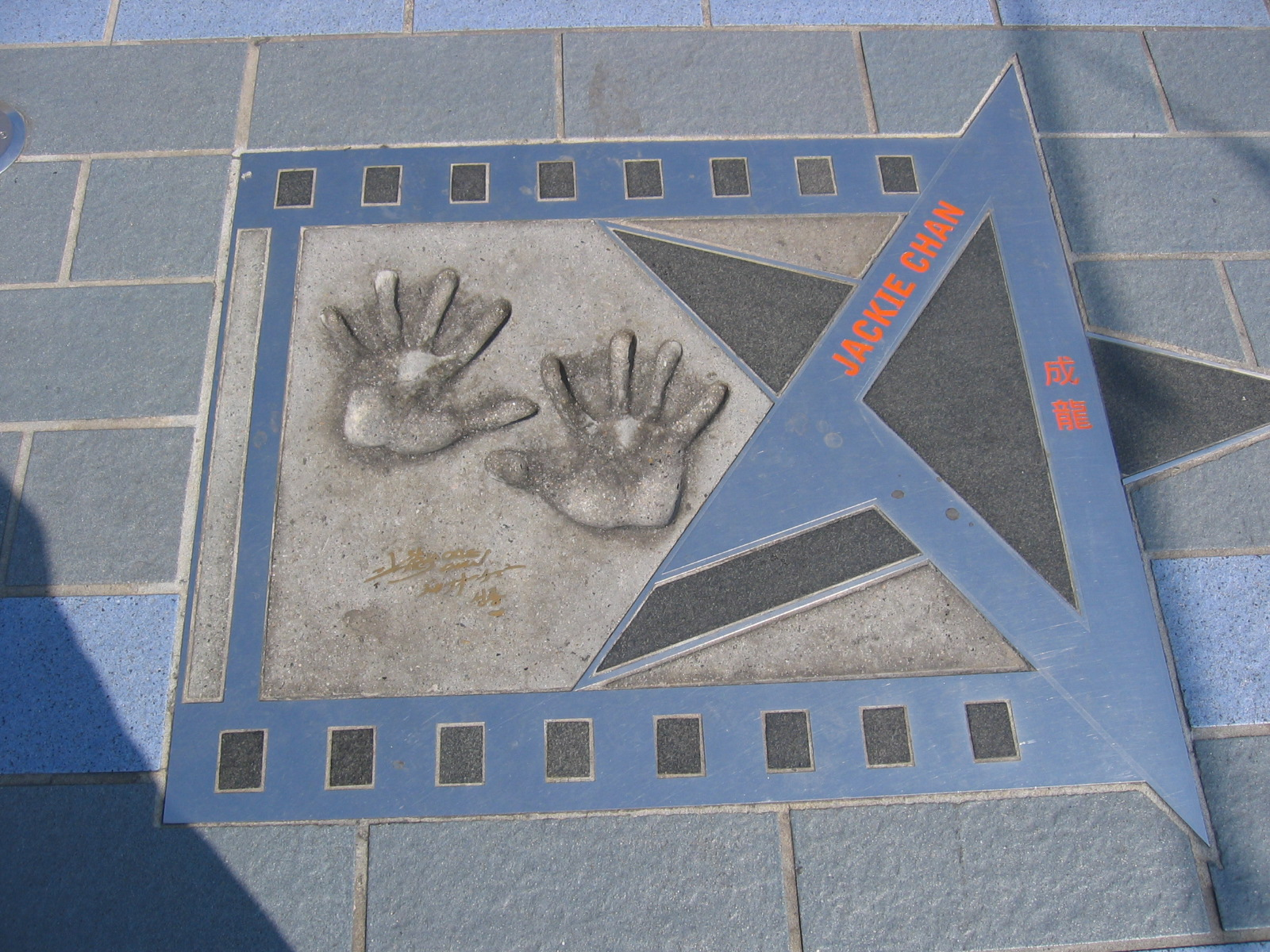
Jackie Chans Stern auf der Avenue of Stars in Hongkong

| Jahr | Award                                   | Kategorie                                                                             | Film                           | Ergebnis  |
| ---- | --------------------------------------- | ------------------------------------------------------------------------------------- | ------------------------------ | --------- |
| 1983 | Hong Kong Film Awards                   | Beste Action Choreographie (mit Hark-On Fung und Yuen Kuni)                           | Dragon Lord                    | Nominiert |
| 1985 | Hong Kong Film Awards                   | Bester Hauptdarsteller                                                                | Der Superfighter               | Nominiert |
| 1986 | Hong Kong Film Awards                   | Beste Regie                                                                           | Police Story                   | Nominiert |
| 1986 | Hong Kong Film Awards                   | Bester Hauptdarsteller                                                                | Police Story                   | Nominiert |
| 1986 | Hong Kong Film Awards                   | Beste Action Choreographie                                                            | Police Story                   | Gewonnen  |
| 1986 | Hong Kong Film Awards                   | Bester Hauptdarsteller                                                                | Powerman 3                     | Nominiert |
| 1989 | Hong Kong Film Awards                   | Beste Action Choreographie                                                            | Police Story 2                 | Gewonnen  |
| 1989 | Hong Kong Film Awards                   | Bester Film                                                                           | Rouge                          | Gewonnen  |
| 1990 | Hong Kong Film Awards                   | Bester Hauptdarsteller                                                                | Miracles                       | Nominiert |
| 1992 | Golden Horse Film Festival              | Bester Hauptdarsteller                                                                | Police Story 3                 | Gewonnen  |
| 1993 | Hong Kong Film Awards                   | Bester Hauptdarsteller                                                                | Police Story 3                 | Nominiert |
| 1993 | Asia-Pacific Film Festival              | Lebenswerk                                                                            | Einzelpreis                    | Gewonnen  |
| 1994 | Hong Kong Film Awards                   | Bester Hauptdarsteller                                                                | Hard to Die                    | Nominiert |
| 1994 | Hong Kong Film Awards                   | Beste Action Choreographie                                                            | Hard to Die                    | Nominiert |
| 1994 | Golden Horse Film Festival              | Bester Hauptdarsteller                                                                | Hard to Die                    | Gewonnen  |
| 1994 | Hong Kong Film Awards                   | Beste Action Choreographie (mit Lia Chia Liang)                                       | Drunken Master                 | Gewonnen  |
| 1995 | MTV Movie Awards                        | Lebenswerk                                                                            | Einzelpreis                    | Gewonnen  |
| 1996 | Hong Kong Film Awards                   | Bester Hauptdarsteller                                                                | Rumble in the Bronx            | Nominiert |
| 1996 | Hong Kong Film Awards                   | Beste Action Choreographie (mit Stanley Tong)                                         | Rumble in the Bronx            | Gewonnen  |
| 1996 | MTV Movie Awards                        | Bester Kampf (vs. The Bad Guys)                                                       | Rumble in the Bronx            | Nominiert |
| 1997 | MTV Movie Awards                        | Bester Kampf (mit der Leiter)                                                         | Jackie Chans Erstschlag        | Nominiert |
| 1997 | Hong Kong Film Awards                   | Bester Hauptdarsteller                                                                | Jackie Chans Erstschlag        | Nominiert |
| 1997 | Hong Kong Film Awards                   | Beste Action Choreographie                                                            | Jackie Chans Erstschlag        | Gewonnen  |
| 1997 | Fant-Asia Film Festival                 | Bester Asiatischer Film                                                               | Drunken Master                 | Gewonnen  |
| 1999 | Hong Kong Film Awards                   | Bester Hauptdarsteller                                                                | Jackie Chan ist Nobody         | Nominiert |
| 1999 | Hong Kong Film Awards                   | Beste Action Choreographie                                                            | Jackie Chan ist Nobody         | Gewonnen  |
| 1999 | Hollywood Film Festival                 | Schauspieler des Jahres                                                               | Einzelpreis                    | Gewonnen  |
| 1999 | Blockbuster Entertainment Awards        | Lieblingsteam (mit Chris Tucker)                                                      | Rush Hour                      | Gewonnen  |
| 1999 | MTV Movie Awards                        | Bestes Team (mit Chris Tucker)                                                        | Rush Hour                      | Gewonnen  |
| 1999 | MTV Movie Awards                        | Bester Kampf (mit Chris Tucker vs. Die Chinesische Gang)                              | Rush Hour                      | Nominiert |
| 2000 | Hong Kong Film Awards                   | Beste Action Choreographie                                                            | Under Control                  | Nominiert |
| 2000 | International Indian Film Academy Award | Spezialpreis                                                                          | Einzelpreis                    | Gewonnen  |
| 2001 | Blockbuster Entertainment Awards        | Lieblingsactionteam (mit Owen Wilson)                                                 | Shang-High Noon                | Nominiert |
| 2002 | Teen Choice Award                       | Beste Filmchemie (mit Chris Tucker)                                                   | Rush Hour 2                    | Nominiert |
| 2002 | MTV Movie Awards                        | Bestes Team (mit Chris Tucker)                                                        | Rush Hour 2                    | Nominiert |
| 2002 | MTV Movie Awards                        | Bester Kampf (mit Chris Tucker vs. Die Hong Kong Gang)                                | Rush Hour 2                    | Gewonnen  |
| 2002 | Taurus Award                            | Bester Kampf (mit Chris Tucker vs. Die Hong Kong Gang)                                | Rush Hour 2                    | Gewonnen  |
| 2002 | Nickelodeon Kids’ Choice Awards         | Lieblingsschauspieler                                                                 | Rush Hour 2                    | Nominiert |
| 2002 | Nickelodeon Kids’ Choice Awards         | Lieblingsbuttkicker                                                                   | Rush Hour 2                    | Gewonnen  |
| 2002 | Taurus Award                            | Ehrenpreis                                                                            | Einzelpreis                    | Gewonnen  |
| 2002 | American Choreographie Awards           | Ehrenpreis                                                                            | Einzelpreis                    | Gewonnen  |
| 2003 | Nickelodeon Kids’ Choice Awards         | Lieblingsschauspieler                                                                 | The Tuxedo – Gefahr im Anzug   | Nominiert |
| 2003 | Nickelodeon Kids’ Choice Awards         | Lieblingsbuttkicker                                                                   | The Tuxedo – Gefahr im Anzug   | Gewonnen  |
| 2003 | MTV Movie Awards                        | Bestes Team (mit Owen Wilson)                                                         | Shanghai Knights               | Nominiert |
| 2005 | Asia-Pacific Film Festival              | Spezialpreis der Jury                                                                 | Einzelpreis                    | Gewonnen  |
| 2005 | Golden Phoenix Awards                   | Ehrenpreis                                                                            | Einzelpreis                    | Gewonnen  |
| 2005 | Hong Kong Film Awards                   | Lebenswerk                                                                            | Einzelpreis                    | Gewonnen  |
| 2005 | Hong Kong Film Awards                   | Bester Hauptdarsteller                                                                | New Police Story               | Nominiert |
| 2005 | Hundred Flowers Awards                  | Bester Hauptdarsteller                                                                | New Police Story               | Nominiert |
| 2005 | Golden Rooster Awards                   | Bester Hauptdarsteller                                                                | New Police Story               | Gewonnen  |
| 2006 | Hong Kong Film Awards                   | Beste Action-Choreographie (mit Stanley Tong und Tak Yuen)                            | Der Mythos                     | Nominiert |
| 2006 | Hong Kong Film Awards                   | Bester Filmsong („Endless Love“) (mit Choi Jun Young, Wang Zhong Yan und Kim Hee-sun) | Der Mythos                     | Nominiert |
| 2007 | Hong Kong Film Awards                   | Beste Action Choreographie (mit Chung Chi Li)                                         | Rob-B-Hood                     | Nominiert |
| 2008 | MTV Movie Awards                        | Bester Kampf (mit Chris Tucker vs. Sun Ming Ming)                                     | Rush Hour 3                    | Nominiert |
| 2008 | People’s Choice Award                   | Lieblingsteam (mit Chris Tucker)                                                      | Rush Hour 3                    | Nominiert |
| 2008 | Teen Choice Award                       | Bester Darsteller – Action/Abenteuer                                                  | The Forbidden Kingdom          | Nominiert |
| 2010 | Hong Kong Film Awards                   | Bester Film                                                                           | Stadt der Gewalt               | Nominiert |
| 2011 | People’s Choice Award                   | Lieblingsteam (mit Jaden Smith)                                                       | Karate Kid                     | Nominiert |
| 2011 | People’s Choice Award                   | Lieblingsactionstar                                                                   | Karate Kid                     | Gewonnen  |
| 2011 | Nickelodeon Kids’ Choice Awards         | Lieblingsbuttkicker                                                                   | Karate Kid                     | Gewonnen  |
| 2012 | Hundred Flowers Awards                  | Beste Regie                                                                           | 1911 Revolution                | Nominiert |
| 2013 | Huabiao Film Awards                     | Bester ausländischer Schauspieler                                                     | Armour of God – Chinese Zodiac | Nominiert |
| 2013 | Golden Horse Film Festival              | Beste Action Choreographie                                                            | Armour of God – Chinese Zodiac | Gewonnen  |
| 2013 | Hong Kong Film Awards                   | Beste Action Choreographie                                                            | Armour of God – Chinese Zodiac | Gewonnen  |
| 2013 | Guinness-Buch der Rekorde               | Meiste Credits in einem Film                                                          | Armour of God – Chinese Zodiac | Gewonnen  |
| 2013 | Guinness-Buch der Rekorde               | Meiste Stunts eines lebenden Schauspielers                                            | Einzelpreis                    | Gewonnen  |
| 2017 | Ehrenoscar                              | Lebenswerk                                                                            | Einzelpreis                    | Gewonnen  |
| 2025 | Locarno Film Festival                   | Pardo alla Carriera für sein Lebenswerk                                               | Einzelpreis                    | Gewonnen  |

Quelle: Jackie Chans Auszeichnungen bei IMDb

## Motorsport
Seit 2016 ist Chan, zusammen mit dem US-amerikanischen Rennfahrer David Cheng, Miteigentümer und Namensgeber des Le-Mans-Motorsport-Rennstalls Jackie Chan DC Racing (vorm. Baxi DC Racing Alpine ). In der Saison 2015/16 konnte das Team, für das neben Cheng auch Alex Brundle und Oliver Jarvis fahren, sowohl die Fahrer- als auch die Teamwertung bei der Asian Le Mans Series gewinnen. Die Idee zu dieser Zusammenarbeit entstand im März 2015, als sich Cheng und Chan zum ersten Mal trafen und Chan von seiner Begeisterung für Steve McQueen und seinen Film Le Mans sprach.

## Dokumentation
- Antoine Coursat: Jackie Chan – Mit Humor und Schlagkraft. ARTE F, Frankreich, 53 Minuten. In: arte.tv. ARTE GEIE, 6. Oktober 2023, archiviert vom Original am 7. Dezember 2021 (deutsch, französisch).